# خشایار دیهیمی
خشایار دیهیمی (زادهٔ ۲۰ آبان ۱۳۳۴ تبریز) مترجم و ویراستار ادبی و فلسفی است. او چندین اثر را در فلسفه سیاسی، فلسفه زندگی، و ادبیات بلوک شرق به فارسی ترجمه کرده، که منتشر شده‌اند. او هم‌چنین، سرپرست ترجمه چند مجموعه کتاب از جمله نسل قلم، تجربه و هنر زندگی، و ن‍ام آوران ف‍ره‍ن‍گ بوده‌است. در سی و پنج سال فعالیت فرهنگی‌ این مترجم و ویراستار، نزدیک به صد و بیست ترجمه و صد ویراستاری منتشر شده‌است. افزون‌بر ترجمه و ویراستاری، تدریس فلسفه سیاسی، روزنامه‌نگاری و هم‌کاری همیشگی با نشریه‌ها و مجله‌ها از دیگر فعالیت‌های اوست. عضویت در کانون نویسندگان ایران، فعالیت‌های مدنی و اجتماعی هم بخشی دیگر از تلاش‌های اوست. در چهارمین جشن ملی مترجمان، مخاطبان فلسفه و ادبیات، او را مترجم محبوب خود معرفی کردند.

## زندگی
خشایار دیهیمی ۲۰ آبان ۱۳۳۴ در تبریز زاده شد. نصرالله دیهیمی، پدر او، دانش‌آموخته تعلیم و تربیت و استاد دانشگاه و مترجم بود. برادر این مترجم، ایرج دیهیمی پزشک است. دختر او نازنین دیهیمی مترجم و ویراستار بود. رؤیا رضوانی، همسرش، نیز مترجم است.

### کودکی و نوجوانی
او نخستین سال‌های زندگی‌اش و بخشی از تحصیلات ابتدایی را در تبریز گذراند، در آغاز نوجوانی، با خانواده به تهران مهاجرت کرد و در تهران‌پارس در پایتخت ساکن شدند. خواندن را پیش از مدرسه آموخت. او درباره این گفته بود: «از ۱۰سالگی یک کتاب‌خوان حرفه‌ای بودم، یعنی بدون اغراق باید روزی یک کتاب را می‌خواندم. خوش‌بختانه از ادبیات شروع کردم.»

### جوانی
او به‌واسطه آشنایی و معاشرت با غلام‌حسین ساعدی، در دهه پنجاه با محافل ادبی و روشن‌فکری، نویسندگان و مترجم‌ها در کانون نویسندگان ایران و فضاهای دیگر ارتباط می‌یابد. ۱۳۵۶ از دانشگاه تبریز در مهندسی شیمی فارغ‌التحصیل می‌شود. در نخستین سال‌های جوانی، ۱۳۵۲-۱۳۶۱، درملکان، به معلمی می‌پردازد. ۱۳۶۱ او به دلائل سیاسی بازداشت و دو سال در زندان تبریز حبس می‌شود. پس از زندان، به کار در یک کارخانه لاستیک‌سازی روی می‌آورد. دربارهٔ آن تجربه گفته‌است: «چون شیمی خوانده بودم با گرایش پلیمر، در یک کارخانه لاستیک‌سازی مشغول کار شدم و یک سال آنجا کار کردم. بعد دیدم نمی‌توانم و اگر این‌طور پیش بروم، قطعاً می‌میرم. کارش سخت نبود، اما عشق من نبود. گرچه آنجا هم ۱۰ کتاب راجع‌به صنعت لاستیک درآوردم و بعد هم دائرةالمعارف صنعت لاستیک را ترجمه و تألیف کردم که البته دوستان محبت فرمودند و به اسم خودشان چاپ کردند و از قضای روزگار جایزه بهترین کتاب را هم گرفت!»
دیهیمی پس‌ازآن‌که از زندان تبریز آزاد شد، در انتشارات انقلاب اسلامی، فرانکلین سابق به کار می‌پردازد. او، ۱۳۶۵ مسؤول ویرایش تاریخ تمدن ویل دورانت می‌شود. او در روایت آن کار گفته‌است: «به عنوان نمونه‌خوان به انتشارات فرانکلین رفتم. آنجا تاریخ تمدن را ویرایش کردم که از بزرگ‌ترین بخت‌های من بود چرا که موقع نمونه‌خوانی متوجه شدم، جاافتادگی و غلط بسیاری دارد و ترجمه نامفهوم است. با کلی مکافات متقاعدشان کردم که آن را دوباره از نو ویرایش کنم؛ و این کار دانش و بینش مرا خیلی بالا برد. با اینکه به‌لحاظ مادی من واقعاً به فلاکت افتادم، چون ماهی سه هزار تومان حقوق می‌گرفتم و باید هر دو ماه یک‌بار یک جلد را سطر به سطر مقابله می‌کردم و می‌نوشتم. بعد هم خودم شروع به ترجمه کردم.»

### نخستین ترجمه
او از کودکی کتاب‌خوان بار می‌آید و انگلیسی را با پشت‌کار در خانه از پدرش می‌آموزد. هم‌چنین از عبدالله توکل مترجم پیش‌کسوت کمک می‌گیرد؛ او دربارۀ این می‌گوید: «استاد اصلی من در یادگیری فوت و فن ترجمه، عبدالله توکل بود. توکل تقریباً مثل پدر من بود. خانه‌یکی بودیم و من از بچگی او را می‌شناختم. در آموزش و پرورش، مدیرکل روابط بین‌الملل بود. پدر من هم آموزش و پرورشی بود با هم همکار بودند، او اوقات فراغتش می‌نشست و ترجمه می‌کرد. خیلی آدم دوست داشتنی بود. با همان بیان ترکی شیرینش می‌گفت ببین بدبختی ما این است که ۹۹ درصد مترجمان ما تعداد کتاب‌هایی که ترجمه کردند، مساوی تعداد کتاب‌هایی است که خوانده‌اند؛ و حتی گاهی بیشتر از کتاب‌هایی است که خواندند، چون بعضی از ترجمه‌ها را یک بار قبل از دست به ترجمه بردن نخواندند. پس اگر می‌خواهی اجازه من را برای ورود به کار ترجمه داشته باشی، باید به ازای پنجاه کتابی که می‌خوانی یک کتاب ترجمه کن. من تا امروز به این نصیحت عمل کردم.
دیهیمی دربارهٔ روی آوردن به ترجمه به روزنامه شرق گفته: من هم چون از مطالعه خیلی لذت می‌بردم، خواستم این لذت را با دیگران تقسیم کنم. درست مثل آدمی که یک گل سرخ در باغچه می‌بیند، خیلی دلش می‌خواهد یک نفر را پیدا کند و بگوید این گل را نگاه کن چقدر قشنگ است و لذتش بیشتر می‌شود. در ضمن نظام‌مند و مسئله‌محور مطالعه می‌کردم، یعنی دایم در ذهنم سؤال وجود داشت و باید به این سوالات جواب می‌دادم، هر کتابی من را به کتاب دیگری می‌رساند و آن کتاب به رشته دیگر و همین‌طور ادامه داشت، در کارم هم طبیعتاً همین را دنبال کردم، یعنی فکر کردم در این مملکت مطمئناً تنها آدمی نیستم که این سؤال‌ها را دارم.» 
نخستین ترجمه او به فارسی، یادداشت‌های یک دیوانه و هفت قصه دیگر از نیکلای گوگول، ۱۳۶۳ در نشر هاشمی منتشر می‌شود. او دربارهٔ این ترجمه می‌گوید: «برای دلخوشی خودم این ترجمه را انجام دادم و از نشان‌دادن آن به عبدالله توکل هراس داشتم. تا اینکه توکل ترجمه را دید و آن را پسندید و مرا تشویق کرد آن را چاپ کنم. ایشان کتاب را داد به رضا براهنی، براهنی شاگرد پدرم بود، با ایشان هم رفت‌وآمد داشتیم. آن موقع مشاور انتشارات هاشمی بود. این‌طور شد که کتاب را دادیم به رضا براهنی و آنجا چاپ شد.»
این اثر تاکنون بیش از بیست بار تجدید چاپ شده‌است.

## روزنامه‌نگاری و همکاری با نشریات
نخستین فعالیت‌های نوشتاری و فرهنگی او، اواخر دهه پنجاه رقم می‌خورد. او ۱۳۵۸ با نشریه «جنبش» علی اصغر حاج سیدجوادی همکاری کرد. اواخر دهه شصت در بنیان‌گذاری و انتشار نگاه نو با محمدتقی بانکی و علی میرزایی همکاری کرد و دبیر شورای نویسندگان آن شد. به دنبال فشار نهادهای امنیتی پس از ۵ شماره از دبیری شورای نویسندگان کنار رفت، ولی با نوشتن و ترجمه کردن به همکاری با نگاهِ نو ادامه داد.
او هم‌چنین دربارهٔ همکاری‌اش با نگاه نو گفته بود: «جناب بانکی و میرزایی به من پیشنهاد کردند تا کمک کنم و مجله نگاه نو دربیاید. درآوردن نگاه نو، کار تمام وقتم شد. در مجله نگاه نو، یک بخش ادبیات داشتیم که در هر شماره اختصاص به معرفی یک نویسنده داشت. فکر نسل قلم در آنجا پایه‌ریزی شد. ما با استفاده از مجموعه دایرةالمعارف اسکریتر هر شماره ۲۰ تا ۵۰ صفحه را به معرفی یک نویسنده اختصاص می‌دادیم و مقاله‌های آن مجموعه را ترجمه می‌کردیم. بعد بنابه دلایلی که نمی‌شود توضیح داده کار من در نگاه نو متوقف شد و من بیکار شدم. فکر کردم که می‌شود همان کاری را که در بخش ادبی نگاه نو انجام می‌دادیم به صورت مستقل و در قالب کتاب ادامه دهم. که بعداً به مجموعه نسل قلم تبدیل شد.»
او در دهه هفتاد و روی‌کارآمدن دولت اصلاحات، با نشریه‌های دوم خردادی به عنوان نویسنده سرمقاله یا تحلیل‌گر و فعال اجتماعی و روشنفکری، یا ترجمه و نگارش مقاله و حضور در گفت‌وگوها و میزگردها، همکاری همیشگی داشت. گزیده‌ای از آن مقاله‌ها در این ابرها خواهند بارید منتشر شده‌است. او همچنین، مشاور ارشد دوره دوم شهروند امروز و سردبیر ویژه‌نامه جنگ و صلح مهرنامه بوده‌است.

## دیدگاه‌ها
خشایار دیهیمی دیدگاه‌هایش را در حوزه‌های اجتماعی، مدنی، حقوق و اخلاق شهروندی، همچنین ادبیات و ترجمه، در قالب مقاله‌، گفت‌وگو و میزگرد  تبیین کرده‌است.

### دیدگاه‌های مدنی و اجتماعی
- او و بابک احمدی در انتخابات ریاست جمهوری ۱۳۸۸، با انتشار بیانیه‌ای به دفاع از اصلاح‌طلبی پرداختند و تأکید کردند که کارنامه چهارساله  احمدی‌نژاد، سرشکستگی حکومت و تحقیر ملی بوده‌است.[۲۷]
- دیهیمی از جمله ۱۴۰ هنرمند ایرانی بود که با امضاء طوماری در ۲۲ خرداد ۱۳۹۲، همراه با سایر اصلاح‌طلبان و اعتدال‌گرایان، با قدردانی از انصراف عارف به نفع روحانی، از نامزدی حسن روحانی در انتخابات ریاست جمهوری ۱۳۹۲ حمایت علنی کرد.[۲۸][۲۹]
- دیهیمی در فروردین ۱۳۹۴در نامه‌ای شدیداللحن در فیسبوک خود، سید علی خامنه‌ای رهبر ایران را به مصاف فراخواند و با لحن بسیار تندی با او سخن گفت. عنوان نامه «مصاف مستقیم ـ سخن آخر» بود. خشایار دیهیمی، چهارم فروردین ۱۳۹۴، در یادداشتی دیگر به‌کاربردن برخی واژه‌های نامناسب در نامه خطاب به علی خامنه‌ای توضیح داد و آن را زیبنده قلم یک شهروند ندانست.
- او پیش‌تر نیز در ۲۰ مهر ۱۳۹۳، در نامهٔ سرگشادهٔ دیگری به صادق لاریجانی، به سخنان تهدیدآمیز او دربارهٔ رسانه‌هایی که فساد را پی می‌گیرند، واکنش نشان داده‌بود. دیهیمی این نامه را در فیسبوک با تیتر «مملکت بی قانون» و با امضاء شهروند، خشایار دیهیمی منتشر کرد. در بخشی از آن نوشت: «آقای رئیس قوه قضائیه! باز هم که تهدید می‌کنی! جز تهدید و ارعاب و زندان و شلاق چیزی هم نمی‌شناسی. در دست تو شلاق است در دل من اخلاق! تو تهدید به احضار شهروندانی می‌کنی که فریادشان از فساد لانه کرده درنظام به هواست. آن هم نه فقط فساد مالی، بلکه فساد اخلاقی، دروغگویی و حق را ناحق کردن. مرا هم زبان تهدید هست. مرجع من هم تو نیستی. عدالت است. تو از بزرگنمایی فساد در نظام می‌گویی من از لاپوشانی فساد در نظام.»[۳۰]

### دیدگاه‌های ادبی و فلسفی
- فلسفه از دوران سقراط در ذات و گوهر خودش، مال آگورا و میدان عمومی بوده، برای این بوده که مردم یاد بگیرند بهتر و سالم‌تر زندگی کنند.[۳۱]
- متأسفانه فلسفه در ایران مدتهاست به بحث‌های فنی محدود شده و در حالی که اگر فلسفه نتواند به بهتر کردن زندگی کمک کند، به درد نمی‌خورد.[۳۲]
- به نظر من ادبیات مادر همه دانش‌ها است، مادر فضیلت است، مادر اخلاق و فلسفه است. ادبیات فراتر از همه اینهاست. کسانی که تنها در رشته‌های دیگر به‌صورت تخصصی کار می‌کنند و می‌خوانند و به ادبیات نمی‌پردازند، هرگز نمی‌توانند رشته خودشان را هم درک کنند. باید با ادبیات شروع کرد. ادبیات آدم را، آدم می‌کند و به آدم وسعت نظر و سعه‌صدر می‌بخشد. چون در ادبیات تنها با یک ایده مواجه نیستید، با آدم‌های واقعی زندگی می‌کنید.[۳۳]
- مترجم یک ایدئولوگ نیست. مترجم، مترجم است. ممکن است من کتابی را ترجمه کنم که مطلقاً با عقاید نویسنده‌اش موافق نیستم؛ اما خوانده شدن آن را ضروری می‌دانم؛ بنابراین من کار ایدئولوژیک نمی‌کنم. من تبلیغ و پروپاگاندا هم نمی‌کنم. من می‌گویم اگر می‌خواهیم کار کسی را نقد کنیم، باید اول اصل متن او در دست باشد.[۳۴]

### مجموعه نسل قلم
نسل قلم، مجموعه‌ای صد و ده جلدی در معرفی نویسندگان مطرح و مهم جهان در ادبیات و فلسفه سیاسی به سرویراستاری و همراهی جمعی از مترجمان است. از جمله این مترجمان می‌توان به عبدالله توکل، کریم امامی، حشمت‌الله کامرانی، مهدی سحابی، گلی امامی، عبدالله کوثری، عزت‌الله فولادوند، منوچهر بدیعی و… اشاره کرد. بنیاد ترجمه این مجموعه، ۱۳۷۱ گذاشته شد، بخش‌هایی از این مجموعه در نشر ماهی و نشر فرهنگ نو در  ۱۳۸۹ و ۱۳۹۷ تجدیدچاپ شده‌است. این کتاب‌ها، مدخل‌هایی از سه مجموعه European writers و British writers و American writers است که به فارسی ترجمه و منتشر شده‌است. نخستین کتاب فارسی از این مجموعه، «هرمان ملویل» نوشته لئون هاوارد بود که ۱۳۷۲ در نشر کهکشان منتشر شد و ۱۳۹۷ برای سومین‌بار در نشر فرهنگ نو تجدید چاپ شد.
خشایار دیهیمی در روایت آن روزها گفته‌است: «من از سال ۱۳۶۵ در انتشارات انقلاب اسلامی ویراستار کتاب تاریخ تمدن اثر ویل دورانت بودم. پایان ویرایش آن مجموعه، ویراستاری فرهنگ مشاهیر جهان را پیشنهاد کردند و من همراه تیم چند نفره چهار سال روی فرهنگ مشاهیر جهان کردیم، یک‌باره با تغییر مدیریت انتشارات انقلاب اسلامی مواجه شدیم و نه تنها آن پروژه متوقف شد بلکه من نیز بیکار شدم. به کارهای متفرقه مشغول شده بودم تا اینکه جناب بانکی و میرزایی به من پیشنهاد کردند تا کمک کنم و مجله «نگاه نو» در بیاید. درآوردن نگاه نو تبدیل به کار تمام وقتم شد در مجله نگاه نو، یک بخش ادبیات داشتیم که در هر شماره اختصاص به معرفی یک نویسنده داشت. فکر نسل قلم در آنجا پایه‌ریزی شد. ما با استفاده از مجموعه دائرةالمعارف اسکریتر هر شماره ۲۰ تا ۵۰ صفحه را به معرفی یک نویسنده اختصاص می‌دادیم و مقاله‌های آن مجموعه را ترجمه می‌کردیم. بعد بنا به دلایلی که نمی‌شود توضیح داده کار من در نگاه نو متوقف شد و من بیکار شدم. فکر کردم که می‌شود همان کاری را که در بخش ادبی نگاه نو انجام می‌دادیم به صورت مستقل و در قالب کتاب ادامه دهم. به بسیاری از ناشران پیشنهاد دادم که این کار را ادامه دهیم و هر ماه دو جلد از این مجموعه را منتشر کنیم و جلو برویم. اما به هر ناشری که مراجعه می‌کردم و بدبین بود و می‌گفت این کار در ایران شدنی نیست. کار دنباله‌دار امکان‌پذیر نیست. می‌گفتند در ایران خیلی‌ها مدعی انتشار مجموعه شدند اما نتوانستند.»
از نویسندگانی که در این مجموعه به آن‌ها پرداخته شده‌است، می‌توان به آرتور شوپنهاور، آرت‍ور ک‍وس‍ت‍ل‍ر، آرتور میلر، آسکار وایلد، آلبرتو موراویا، آلبر کامو، الکسی دو توکویل، آنا آخماتووا، آنتون چخوف، آندره بروتون اشاره کرد. نخستین ایده‌های ترجمه مجموعه نسل قلم در نیمه دهه شصت شکل گرفت.

### دیگر ترجمه‌ها
1. آلبر کامو: ژرمن بره، نشر ماهی، ۱۳۸۳
2. آندره ژید: ونیو روسّی، نشر ماهی، ۱۳۸۱
3. آنری برگسون: سنفورد ار. شوارتس، نشر ماهی، ۱۳۸۲
4. اولویت دموکراسی بر فلسفه: ریچارد رورتی، انتشارات طرح نو.
5. این ابرها خواهند بارید، مجموعه یادداشتهای سیاسی: انتشارات طرح نو.
6. بخشودن: ایو گارارد و دیوید مک ناتون، نشر گمان[۴۵]
7. بیچارگان:ر فیودور داستایفسکی، نشر نی.
8. تفسیرهای جدید بر فیلسوفان سیاسی مدرن (از ماکیاولی تا مارکس): الستر ادواردز جولز تاونزند، نشر نی
9. دروغ/اراده آزاد: سام هریس، نشر گمان.
10. دیالکتیک تنهایی: اوکتاویو پاز، نشر لوح فکر
11. ژان پل سارتر: جودیت باتلر، ۱۳۸۱
12. سوءتفاهم: آلبر کامو، نشر ماهی.
13. روح پراگ: ایوان کلیما، نشر نی.
14. شهرفرنگ اروپا: پاتریک اوئورژدنیک، نشر ماهی.
15. صالحان: آلبر کامو، نشر ماهی.[۴۶]
16. فرهنگ اندیشه‌های سیاسی: نشر نی[۴۷]
17. فلسفه ترس: لارس اسوندسون، نشر گمان.
18. فلسفهٔ سورن کی‌یرکگور: سوزان لی اندرسون، تهران: انتشارات طرح نو، ۱۳۸۵.
19. فیلسوفان قرن بیستم: مایکل ایچ. لس ناف، نشر ماهی.
20. مارکسیست‌ها: سی. رایت میلز، لوح‌فکر، ۱۳۸۲
21. نویسندگان روس: نشر نی.
22. یادداشت‌های یک دیوانه: نیکلای گوگول، نشر نی[۴۸]